# Pelochelys
Pelochelys és un gènere de tortuga de la família dels Trionychidae. Es distribueix des de les costes orientals de l'Índia i Indoxina fins Papua Nova Guinea.

## Taxonomia
El gènere Paleochelys inclou tres espècies:
- Pelochelys bibroni
- Pelochelys cantorii
- Pelochelys signifera